# 薩沃亞峰
薩沃亞峰（英語：Savoia Peak）是南極洲的山峰，位於帕默群島的溫克島西南部，屬於杜菲夫山脈的一部分，海拔高度1,415米，由比利時的探險隊發現。
64°51′S 63°26′W / 64.850°S 63.433°W